# BNXT League Coach of the Year
De BNXT League Coach of the Year is een jaarlijkse basketbalprijs in de BNXT League die wordt uitgereikt aan de beste coach in het Belgische en Nederlandse deel van de competitie. De prijs werd voor het eerst uitgereikt met de start van de BNXT League in het seizoen 2021/22. Vanaf het seizoen 2024/25 werd er een gezamenlijke coach van het jaar verkozen.

## Erelijst
| Seizoen | België           | België        | België              |                 | Nederland        | Nederland                  | Nederland | Ref. |
| Seizoen | Coach            | Nationaliteit | Club                | Coach           | Nationaliteit    | Club                       |           | Ref. |
| ------- | ---------------- | ------------- | ------------------- | --------------- | ---------------- | -------------------------- | --------- | ---- |
| 2021/22 | Kristof Michiels | België        | Kangoeroes Mechelen | Geert Hammink   | Nederland        | ZZ Leiden                  | [ 1 ]     |      |
| 2022/23 | Ivica Skelin     | Kroatië       | Antwerp Giants      | Doug Spradley   | Verenigde Staten | ZZ Leiden                  | [ 2 ]     |      |
| 2023/24 | Dario Gjergja    | Kroatië       | BC Oostende         | Radenko Varagić | Servië           | Basketbal Academie Limburg | [ 3 ]     |      |

| Seizoen | Coach            | Nationaliteit | Club           | Ref.  |
| ------- | ---------------- | ------------- | -------------- | ----- |
| 2024/25 | Johan Roijakkers | Nederland     | Kortrijk Spurs | [ 4 ] |

## Winnaars per club
| België | België              | België |        | Nederland                  | Nederland  | Nederland |
| Aantal | Club                | Jaren  | Aantal | Club                       | Jaren      |           |
| ------ | ------------------- | ------ | ------ | -------------------------- | ---------- | --------- |
| 1      | Kangoeroes Mechelen | 2022   | 2      | ZZ Leiden                  | 2022, 2023 |           |
| 1      | Antwerp Giants      | 2023   | 1      | Basketbal Academie Limburg | 2024       |           |
| 1      | BC Oostende         | 2024   |        |                            |            |           |
| 1      | Kortrijk Spurs      | 2025   |        |                            |            |           |